# Опсада Лењинграда
Опсада Лењинграда је била немачка опсада Лењинграда током Другог светског рата. Немачки план је имао шифровани назив Операција Северна светлост. Опсада је трајала од 8. септембра 1941. године до 27. јануара 1944. године.

## Утврђивање и немачка офанзива
Савет депутата радних људи Лењинграда је 27. јуна 1941. одлучио да мобилизује хиљаде људи за изградњу утврђења. Изграђено је неколико одбрамбених појасева и утврђених рејона. Један од одбрамбених појасева простирао се од ушћа реке Луге до Чудова, Красногвардејска, Уритска, Пулкова и даље дуж реке Неве. Остали одбрамбени појасеви су пролазиле од Петерхофа до Красногвардејска, Пулкова, Колпина и Колтушија. У северним предграђима Лењинграда саграђен је одбрамбени појас који је требало да штити град од могућег напада са финске територије. Целокупну дужину од 190 km дрвених препрека, 635 km жичаних мрежа, 700 km против-тенковских ровова, 5.000 борбених положаја и 25.000 km обичних ровова су саградили цивили. Чак је и топ са крстарице Аурора постављен на брду Пулковскије у јужном Лењинграду. Ипак, када су совјетски војници из Северозападног фронта поражени крајем јуна у совјетским балтичким републикама, Вермахт је форсирао пут ка Острову и Пскову. Оба града су заузета 10. јула и Немци су стигли до Кунде и Кингисепа, након чега су напредовали према Лењинграду из правца Нарве, и са југоистока и такође на север и југ језера Иљмењ да би изоловали Лењинград са истока и да би се спојили са Финцима на источној обали језера Ладога. Последња железничка веза до Лењинграда је прекинута 30. августа, када су Немци избили на реку Неву. Бомбардовање Лењинграда је почело 4. септембра. Последња копнена веза до опседнутог града је прекинута 8. септембра када су Немци стигли до језера Ладога код Ореховеца. Бомбардовање 8. септембра је изазвало 178 пожара. Почетком октобра Немци су одустали од јуриша на град и Хитлерова директива од 7. октобра коју је потписао Алфред Јодл је била подсетник да се не прихвати капитулација.

## Финска офанзива
Током августа, Финци су поново освојили Карелијску превлаку, изгубљену у Зимском рату, угрожавајући Лењинград са запада, a напредовали су и кроз Карелију источно од језера Ладоге, угрожавајући Лењинград и са севера. Ипак, финске снаге су се зауставиле на границама из 1939. године. Фински штаб је одбио захтеве Немаца за ваздушне нападе на Лењинград и није напредовао даље на југ од реке Свир у окупираној Источној Карелији до које су стигли 7. септембра, 160 km североисточно од Лењинграда. На југу, Немци су заузели Тиквин 8. новембра, али нису успели да напредују даље на север и споје се са Финцима код реке Свир. Совјетски контранапад је приморао Немце да се повуку из Тиквина 9. децембра све до реке Волхов.
Јодл је 4. септембра дошао да наговори финског команданта Манерхајма да настави финску офанзиву, али је Манерхајм одбио. Након рата, бивши фински председник Рит је рекао: 24. августа 1941. сам посетио штаб маршала Манерхајма. Немци су нас наговарали да пређемо стару границу и да наставимо офанзиву на Лењинград. Ја сам рекао да заузимање Лењинграда није наш циљ и да не би требало да учествујемо у томе. Манерхајм и министар војске Владе су се сложили са мном и одбили су немачку понуду. Резултат је била парадоксална ситуација: Немци нису могли да приђу Лењинграду са севера… 

## Дешавања у граду
Лењинград је током Другог светског рата провео 872 дана под опсадом немачких и финских снага. Блокада је трајала од 8. септембра 1941. до 27. јануара 1944. Снаге Вермахта је предводио генералфелдмаршал Вилхелм фон Леб. Те снаге никада нису покушале заузимање града, већ су по наређењу Адолфа Хитлера покушале да систематски изгладне његово становништво које није имало одакле да се снабдева храном. Тајно наређење врховне команде Вермахта од 23. септембра 1941. је гласило: 
Фирер је одлучио да се град Петербург уништи до темеља. После пораза совјетске Русије неће постојати разлог за опстанак овог великог насеља.
Већ у рану 1942. су нацистички планери означили област око Лењинграда као област немачког насељавања. Отуда следи да су предвиђали уништење око 3 милиона становника Лењинграда.
За време опсаде храна је у град стизала само веома опасним летовима авиона, или преко језера Ладога (лети бродом, а зими санкама или камионима преко залеђеног језера). Посебно драматична ситуација је владала крајем 1941. Немачка авијација је уништила складишта хране, а зима је стигла неуобичајено рано. Рације хлеба су у октобру пале на 400 грама за раднике и 250 грама за децу и жене. До 20. октобра, пале су на 250 грама за раднике и 125 грама за остале. Зимске температуре су пале на –40 °C у граду који практично није имао огрева. Само у децембру 1941. умрло је око 53.000 људи. Многи од њих су се једноставно срушили на улици од исцрпљености. 
Савичеви су умрли. Сви су умрли. Тања је сама.
Ове речи је великим словима у свој дневник исписала једанаестогодишња Тања Савичева маја 1942. Њен дневник је постао симбол опсаде и коришћен је као доказни документ на Нирнбершком процесу. 
Песникиња Ана Ахматова је 1941. стиховима описала ситуацију у граду:
Птице смрти у зениту стоје,

тај што ће Лењинград издати, ко је?

Не вичите, он дише и снује,

још жив је он и све чује:

Како на балтијском дну

синови његови јаучу у сну. 

Како из груди им јецај: хлеба

и до седмог се чује неба…

Ал суров је свод тај и шкрт,

а из свих прозора гледа смрт.

## Залихе

### Храна
Следовања хране су била смањена од 2. септембра: физички радници су имали 600 грама хлеба дневно, државни радници 400 грама, а деца и неспособни 300 грама. Велике количине жита, брашна и шећера су разнесене 8. септембра, због недостатка противваздушне одбране. Неколико дана након почетка опсаде, било је могуће јести и у неким комерцијалним ресторанима - који су користили 12% масти и 10% меса које је град трошио. 12. септембра 1941. је израчунато да ће залихе и за војску и за цивиле трајати: жито и брашно - 35 дана, гриз и макароне - 30 дана, месо (такође и стока) - 33 дана, маст - 45 дана, шећер и посластице - 60 дана.
Истог дана су почела нова ограничења у исхрани: радници су добијали 500 грама хлеба, службеници и деца 300 грама, а неспособни 250 грама. Порције меса и гриза су такође смањене, али су порције шећера, слаткиша и масти повећано. Војска и Балтичка флота су имале неке порције за хитне случајеве, али оне нису биле довољне. Флота језера Ладога је била лоше опремљена и бомбардовала ју је немачка авијација; неколико баржи са житом је потопљено у септембру. Значајан део овога су касније покупили рониоци. Ово овлажено жито је касније коришћено за прављење хлеба. Када су потрошене резерве слада, коришћене су замене као што су целулоза и памук. Овас слабијег квалитета за коње је такође коришћен, док су коњи храњени лишћем са дрвећа.
Када је 2.000 тона овчијих изнутрица нађено у луци, галантин је прављен од њих. Касније је месо замењено галантином и смрдљивом телећом кожом. Током опсаде је било укупно 5 смањења количине хране: 2. септембра, 10. септембра, 1. октобра, 13. новембра и 20. новембра. Глад је олакшана повртњацима који су покривали већину отвореног терена у граду од 1943.

### Енергија
Због недостатка снабдевања енергијом, многе фабрике су биле затворене, а у новембру су сви јавни превозни сервиси постали неупотребљиви (у пролеће 1942. неке трамвајске линије су реактивиране, али тролејбуси и аутобуси нису радили све до краја рата). Коришћење струје је било забрањено, осим у главном штабу, Смолњом, окружним комитетима, базама противваздушне одбране и у још неким установама. До краја септембра, резерве нафте и угља су потрошене. Једина опција која је била преостала је било да се посеку шуме. Извршни комитет Лењинграда и регионални извршни комитет су 8. октобра одлучили да почну са сечењем шуме у области Парголово и такође у Всјеволжској области северно од града. Ипак, није било ни алата ни коначишта за групе сачињене од девојчица. До 24. октобра, само је 1% плана о сечи дрвећа спроведен.

## Пут живота
До 8. септембра, Немци су увелико окружили град, блокирајући све путеве снабдевања до Лењинграда и његових предграђа, осим јединог коридора преко језера Ладоге. Неспособне или не желећи да даље напредују и суоче се са исхитреном, али и бриљантном одбраном коју је организовао Георгиј Жуков, немачке армије су успоставиле опсаду града која је трајала око 880 дана. У хаосу прве ратне зиме, план за евакуацију није био изводљив или извршен, а град и његова предграђа су буквално умирали од глади у комплетној изолацији до 20. новембра 1941, када је успостављен ледени пут преко језера Ладоге. Последице бомбардовања и глади (посебно током прве зиме) по град су биле ужасне. Ледени пут, назван Пут живота, се могао користити само зими, а у остатку године су коришћени бродови. Ипак, пут је довео храну унутра, а цивиле напоље и омогућио је граду да настави да се одупире.

## Совјетска контраофанзива
Дана 18. новембра 1942. године, команда Лењинградског фронта представила је Врховном штабу Црвене армије свој план о припреми нове нападне операције за деблокаду града, и снага које су се налазиле у обручу. „Шлиселбургска операција“ је планирана за крај децембра 1942. године, а поред јединица Лењинградског фронта, у њој су требале да учествују и јединице Волховског фронта. Главни циљ ове операције је био да се из два стратешка правца, изведе јак напад на немачки одбрамбени бедем који се налазио на шлиселбургско-сињавинском платоу, у циљу његове ликвидације, што би довело до деблокаде Лењинграда. Основни задатак ове операције је био да се осигурају услови да се направи железничка пруга дуж Ладошког језера у циљу снабдевања опкољеног града. Уједно, план је обухватао и повезивање одбрамбене зоне са слободном територијом.
Предстојећа операција је оцењена као веома тешка и сложена. Јединице Лењинградског фронта су морале да савладају широку водену препреку, да би уопште дошли на јуришно одстојање од првих ватрених тачака непријатеља. Потом су морали да воде веома тешку и исцрпљујућу битку у циљу сламања позиционе одбране непријатеља, која је уређивана готово 16 месеци. Захваљујући тешком земљишту, и уским коридорима напада, није било никаквог простора за маневар. Практично, Лењинградски и Волгоградски фронт су морали фронталним ударом да сломе одбрамбене позиције непријатеља. Зато је од изузетног значаја била што квалитетнија припрема напада, посебно у фази форсирања водене препреке и преласка у јуриш.
Опсада се наставила све до Операције Искра, офанзиве војника из Лењинградског и Волковског фронта, која је започела ујутро 12. јануара 1943. године. Совјетски бомбардери су извели масовно бомбардовање немачких одбрамбених линија са посебним фокусом на таче на којима се очекивао пробој. Напад је извршен из више праваца, али је само централни правац имао неког конкретнијег успеха и пробијања непријатељске линије. Након жестоких борби које су трајале даноноћно, 18. јануара јединице два фронта се први пут од почетка акције спајају што је значило да је извршен пробој опсаде Лењиграда. Јединице Црвене армије су савладале моћне немачке утврде јужно од језера Ладога и 27. јануара 1943., а кад су се спојили Лењинградски и Волковски фронт, отворио се копнени коридор опседнутом граду. Јануара 1943., совјетска офанзива је отерала Немце из јужних предграђа града, окончавши тиме опсаду. Касније, у лето 1944., Финци су приморани назад на другу страну Виборшког залива и реке Вуокси.

## Последице
Храброст бранилаца града је била важан симбол совјетске воље да се одупре. У првих неколико недеља рата, Британци су били толико обесхрабрени колапсом совјетских армија, да су мислили да је победа нациста неизбежна.

### Жртве
Коначан број жртава током опсаде није прецизно утврђен. Након рата совјетска влада је проценила да је од 1941. до јануара 1944. умрло 670.000 људи, углавном од глади. Неке независне процене дају много веће цифре од 700.000 до 1.500.000 људи, док су већине процена око 1.100.000. Већина жртава је сахрањена на Пискаревскојевом гробљу. Чак и 2000. године у граду су постојале празнине на местима где су пре опсаде биле зграде.
Лењинград је одликован орденом Града хероја 1945. године.

### Утицај на културу
Опсада је утицала на свест становника Лењинграда барем једну генерацију након рата. Лењинград је увек ласкао себи да је град културе, а избор да ли да се спали библиотека (или намештај стар 200 година) или да се смрзне до смрти је био тежак. Услови у граду су били ужасни, а глад је била константна током опсаде. Са друге стране, град је издржао скоро три године, а понос града је непогрешив: „Троја је пала, Рим је пао, Лењинград није пао“.
Опсада Лењинграда је обележена касних педесетих Зеленим појасом славе, кругом дрвећа и споменика дуж историјског фронта. Упозорења становницима града којом страном да ходају се могу још увек видети (она су враћена након рата).
Познати руски композитор Дмитриј Шостакович је написао Седму лењинградску симфонију и рекао је да „то није о Лењинграду под опсадом, већ да је о Лењинграду који је Стаљин уништио, а Хитлер скоро довршио“. 2003. амерички писац Елис Блеквел је издала „Глад“, бурну историјску драматизацију догађаја повезаних са опсадом.
Амерички певач Били Џоел је написао песму Лењинград, која говори о познатој опсади. Песма делимично говори о младом руском дечаку Виктору, који је изгубио свог оца у опсади.
Руски туристички водичи у Петерхову, у данашњем Санкт Петербургу, тврде да је још увек опасно ићи у шетњу у парковима палате током олуја са грмљавином јер шрапнели заостали у дрвећу привлаче муње.